# Stenella clymene
La stenella climene (Stenella clymene (Gray, 1846)) è un delfino del genere Stenella identificato da John Gray nel 1850. Dalla sua scoperta è stata considerata come una delle tante forme di stenella dal lungo rostro, fino al 1981 quando è stata classificata come specie a parte. Di aspetto simile anche ai tursiopi e con i delfini comuni.

## Distribuzione
Vive nell'Atlantico sia nelle coste dell'Africa che in quelle nord-orientali del Sud America e negli Stati Uniti. Non si riesce a fare un censimento esatto del numero della specie proprio per via delle troppe similitudini.

## Comportamento
Esegue il breaching, non teme l'uomo e si avvicina alle imbarcazioni.